# Жінка справи
«Жінка справи» (англ. A Woman of Affairs) — американська драма режисера Кларенса Брауна 1928 року.

## Сюжет
У Діану закохані два молодики: Невілл і Девід. Діана любить Невілла і збирається з ним одружитись, але його батько проти цього весілля і відправляє сина в Єгипет. Девід, скориставшись образою Діани, зумів умовити її стати його дружиною.

## У ролях
- Грета Гарбо — Діана
- Джон Гілберт — Невілл
- Льюїс Стоун — Г'ю
- Джонні Мак Браун — Девід
- Дуглас Фербенкс молодший — Джеффрі
- Гобарт Босворт — сер Мортон
- Дороті Себастіан — Констанція